# Þorgils Þórðarson
Þorgils Þórðarson (Thorgils Thordharson, 937 – 1022) també Þorgils örrabeinstjúpr (del nòrdic antic, significa «fill adoptiu de la cicatriu a la cama»), va ser un cabdill viking de Traðarholt, Stokkseyri, Árnessýsla a Islàndia. Fill de Þórður Atlason (n. 917) i Þórunn Ásgeirsdóttir (n. 921), és el personatge principal de la saga Flóamanna, on ressalta un dels capítols quan Þorgils participa en viatges per Escandinàvia, Illes Britàniques i els primers anys dels assentaments vikings a Groenlàndia, vivint penúries i adversitats, entre elles el rude hivern àrtic, fam, malalties i un conflicte intern que desemboca en l'assassinat de la seva esposa per a finalment arribar al assentament oriental amb un grapat de supervivents. En un altre capítol Þorgils somia amb Thor, el déu del tro en el paganisme nòrdic, que li recrimina haver abandonat la religió dels seus avantpassats i en la mateixa nit el millor senglar del seu ramat mor i l'endemà evita menjar de la seva carn, ja que va entendre que el déu s'havia pres el seu propi sacrifici.

## Vida
Amic íntim d'Eric el Roig, va ser convidat a visitar els nous assentaments a Groenlàndia i després de convèncer a la seva esposa Thorey, al costat de Thorlief, el fill que tenien en comú, es van dirigir a la presumpta terra promesa. Va comprar un vaixell i va convèncer a uns altres a acompanyar-li, un tal Col i els seus germans, Starkad i Gudrun. Deu thralls (esclaus) i bestiar. En total disset persones i a ells es van sumar un altre aventurer anomenat Iostan, la seva esposa Thorgerd i el fill de tots dos Thoarin, i el seu grup que sumaven altres tretze. Durant el seu assentament a Helluland (avui illa de Baffin), al retorn d'una expedició a les glaceres amb altres vikings va trobar a la seva esposa presumptament assassinada pels esclaus als qui havien confiat la hisenda i al petit Thorfinn (un altre fill nascut en l'assentament) encara mamant del cadàver. Com sabia que no sobreviuria i mancant llet, ho va mantenir alimentat amb la seva pròpia sang. Del grup de Iostan van morir pràcticament gairebé tots per escorbut després del primer Jul.
Helluland era una terra dura, els estius no arribaven a fondre del tot el gel dels fiords i molts van morir en els hiverns següents. Thorgils era cristià convers i va renunciar a Thor, totes les desgràcies que va experimentar ho va acusar per la seva renúncia a les velles tradicions i repudi del seu déu pagà que se li presentava en somni recriminant-li la seva apostasia.
A Groenlàndia també va haver de fer front a situacions de perill com un grup de facinerosos i un agressiu i depredador os polar. El seu petit fill Thorfinn va dir al seu pare que hi havia un gos blanc molt bonic a l'exterior i va sortir corrent a jugar; esperant el pitjor, Thorgils li sortí al darrere amb l'espasa i es va trobar amb un os polar que ja s'havia abalançat sobre el nen. Sense dubtar va partir l'os en dos i va salvar Thorfinn, que no va sofrir ferides greus. Thorgils es va fer molt famós per aquesta acció, encara que a Eric el Roig no li va agradar, perquè encara mantenia costums pagans i venerava els ossos.
Þorgils va tornar a Islàndia amb una irreprotxable reputació aconseguida després de més aventures a les Illes Britàniques i Noruega. Va tornar a casar als 55 anys i va prosperar en la seva antiga hisenda d'Islàndia. A l'edat de 70 anys va reptar a un viking anomenat Helge Easterling a un holmgang (duel) i el va matar. Als 85 anys va caure malalt i després d'una setmana d'agonia va morir.

## Herència
Þorgils es va casar en tres ocasions:
- Þórey Þorvarðsdóttir (n. 941), filla de Þorvarður Þórðarson (n. 911),[8] es va casar en 959 amb qui va tenir dos homes i una dona:
- Þórný Þorgilsdóttir (n. 960), que es va casar amb Bjarni Þorsteinsson (n. 962), també un personatge de la saga Flóamanna.[9]
- Þorleifur (n. 967) i
- Þorfinnur (n. 971).
- Guðrún (n. 950) cas en 975, amb qui no va tenir descendència.
- Helga Þóroddsdóttir (n. 960), filla de Þóroddur Eyvindsson, amb qui va casar en 991 i va tenir quatre homes i una dona:
- Einar Þorgilsson (n. 992);
- Illugi Þorgilsson (n. 994);
- Þórður Þorgilsson (n. 996);
- Jórunn Þorgilsdóttir (n. 998) i
- Grímur Þorgilsson (n. 1000).